# Mingyinyo
Mingyinyo (* 1459; † 24. November 1530) war ein birmanischer Herrscher und gilt als der Begründer der Taungu-Dynastie, die zwischen 1510 und 1752 weite Teile des heutigen Myanmar beherrschte.
Zum Ende der Dynastie von Ava, nachdem die Stadt 1527 durch die Shan erobert wurde, wanderten viele Birmanen in den Süden nach Taungu (Toungoo, Toungupp), das später ein neues Zentrum birmanischer Herrschaft wurde. Mingyinyo begann die Zusammenführung der Birmanen, doch war es erst sein Sohn Tabinshweti (1530–1550), der für die Vereinigung Birmas sorgte.
| Personendaten    | Personendaten                      |
| ---------------- | ---------------------------------- |
| NAME             | Mingyinyo                          |
| KURZBESCHREIBUNG | König von Taungu im heutigen Birma |
| GEBURTSDATUM     | 15. Jahrhundert                    |
| STERBEDATUM      | 24. November 1530                  |